# 多裂紫堇
多裂紫堇（学名：Corydalis multisecta）为罂粟科紫堇属下的一个种。

## 扩展阅读
- 維基物種上的相關：多裂紫堇